# Stazione di Lodi
Stazione di Lodi vasútállomás Olaszországban, Lombardia régióban, Lodi településen.

## Vasútvonalak
Az állomást az alábbi vasútvonalak érintik:
- Milánó–Bologna-vasútvonal

## Kapcsolódó állomások
A vasútállomáshoz az alábbi állomások vannak a legközelebb:
- Stazione di Tavazzano
- Stazione di Secugnago